# Beatrice III di Bigorre
Stefania, chiamata Beatrice III, al momento dell'investitura a contessa (in spagnolo Beatriz, francese Béatrix, catalano Beatriu, e occitano Beatritz; 1160 circa – 1199 circa) fu viscontessa di Marsan e Contessa di Bigorre dal 1185 al 1194.

## Origine
Secondo la La Vasconie. Tables Généalogiques, Beatrice era l'unica figlia del Conte di Bigorre e visconte di Marsan, Centullo III, e della moglie, Matella di Baux (1125 - 1175), figlia di Raimondo I di Baux, italianizzato in Raimondo I del Balzo, 4° signore di Les Baux, e di Stefanetta di Provenza, sorella minore di Dolce di Carlat, e figlia del visconte di Millau, di Gévaudan, e di Carlat, Gilberto I di Gévaudan e della Contessa di Provenza, Gerberga (come ci viene confermato dalle Note dell'Histoire Générale de Languedoc, Tome II). 

Secondo la La Vasconie. Tables Généalogiques, Centullo III di Bigorre era l'unico figlio maschio del visconte di Marsan e poi anche  Conte di Bigorre Pietro di Marsan e della moglie la Contessa di Bigorre Beatrice III, che sempre secondo la La Vasconie. Tables Généalogiques, era l'unica figlia del conte di Bigorre, Centullo II, e della sua prima moglie, Amabile di Beziers, figlia del visconte di Beziers e Carcassonne, Bernardo Atone IV Trencavel e di Cecilia di Provenza.

## Biografia
Matella di Baux era al suo secondo matrimonio, avendo sposato in prime nozze, Pietro III Gavarret, visconte di Béarn, al quale non aveva dato figli.
Secondo la Foundation for Medieval Genealogy : VICOMTES de DAX (SEIGNEURS de MIXE et d’OSTABARET), Beatrice, nel 1177 circa, fu data in moglie a Pietro II, visconte di Dax.
Dopo la morte di Pietro II, secondo la La Vasconie. Tables Généalogiques, Beatrice, nel 1180, sposò, in seconde nozze, il Conte di Comminges, Bernardo IV, figlio, sempre secondo la La Vasconie. Tables Généalogiques, del conte di Comminges, Bernardo III di Comminges, detto Dodon, e di Laurentia, figlia del conte di Tolosa, di Rouergue o di Rodez, duca di Settimania o di Narbona e marchese di Provenza, Alfonso Giordano e di Faydide o Faydive d'Uzès e Posquiêres.
Suo padre, Centullo III, sia secondo la La Vasconie. Tables Généalogiques, che secondo la Gran enciclopèdia catalana, morì nel 1185.
Stefania gli succedette e al momento della successione fu chiamata contessa Beatrice III.
Il marito di Beatrice III, Raimondo IV di Cominges, nel 1192, ripudiò la moglie, allontanò Beatrice III e la figlia, Petronilla, impossessandosi, sempre secondo la La Vasconie. Tables Généalogiques, della contea di Bigorre e della viscontea di Marsan; il re d'Aragona, Alfonso II, un mese dopo consegnò la contea e la viscontea al Visconte di Béarn, Gastone VI, fidanzato con Petronilla.
Beatrice III, in quel periodo (1194 circa), abdicò in favore della figlia, Petronilla.
Beatrice (Stefania) era ancora in vita, nel 1197, quando il marito, Raimondo, si sposò in terze nozze.
Probabilmente Beatrice morì verso la fine del secolo.

## Discendenza
Beatrice a Raimondo IV di Cominges diede una figlia:
- Petronilla, contessa di Bigorre[6].

### Letteratura storiografica
- (FR)  LA VASCONIE.
- (FR)  Histoire générale de Languedoc, Notes, tomus II.